# Ashley (Míchigan)
Ashley es una villa ubicada en el condado de Gratiot en el estado estadounidense de Míchigan. En el Censo de 2010 tenía una población de 563 habitantes y una densidad poblacional de 339,12 personas por km².

## Geografía
Ashley se encuentra ubicada en las coordenadas 43°11′16″N 84°28′36″O / 43.18778, -84.47667. Según la Oficina del Censo de los Estados Unidos, Ashley tiene una superficie total de 1.66 km², de la cual 1.66 km² corresponden a tierra firme y (0%) 0 km² es agua.

## Demografía
Según el censo de 2010, había 563 personas residiendo en Ashley. La densidad de población era de 339,12 hab./km². De los 563 habitantes, Ashley estaba compuesto por el 97.87% blancos, el 1.07% eran afroamericanos, el 0% eran amerindios, el 0.18% eran asiáticos, el 0% eran isleños del Pacífico, el 0.71% eran de otras razas y el 0.18% pertenecían a dos o más razas. Del total de la población el 3.2% eran hispanos o latinos de cualquier raza.